# Cyrtorchis ringens
Espèce
Synonymes
- Angraecum bistortum Rolfe[1]
- Angraecum ringens (Rchb.f.) N.E.Br.[1]
- Cyrtorchis belloneorum Chiron[1]
- Cyrtorchis hookeri (Rolfe) Schltr.[1]
- Homocolleticon ringens (Rchb.f.) Szlach. & Olszewski[1]
- Listrostachys bistorta (Rolfe) Rolfe[1]
- Listrostachys hookeri Rolfe[1]
- Listrostachys ignoti Kraenzl.[1]
- Listrostachys ringens Rchb.f.[1]

Cyrtorchis ringens est une espèce de plantes à fleurs de la famille des Orchidaceae (les orchidées) et du genre Cyrtorchis, présente dans plusieurs pays d'Afrique tropicale : Sierra Leone, Ghana, Nigeria, Cameroun, Guinée équatoriale, Sao Tomé-et-Principe, Gabon, République démocratique du Congo, Afrique de l'Est, Angola.